# تأثير كره الماء

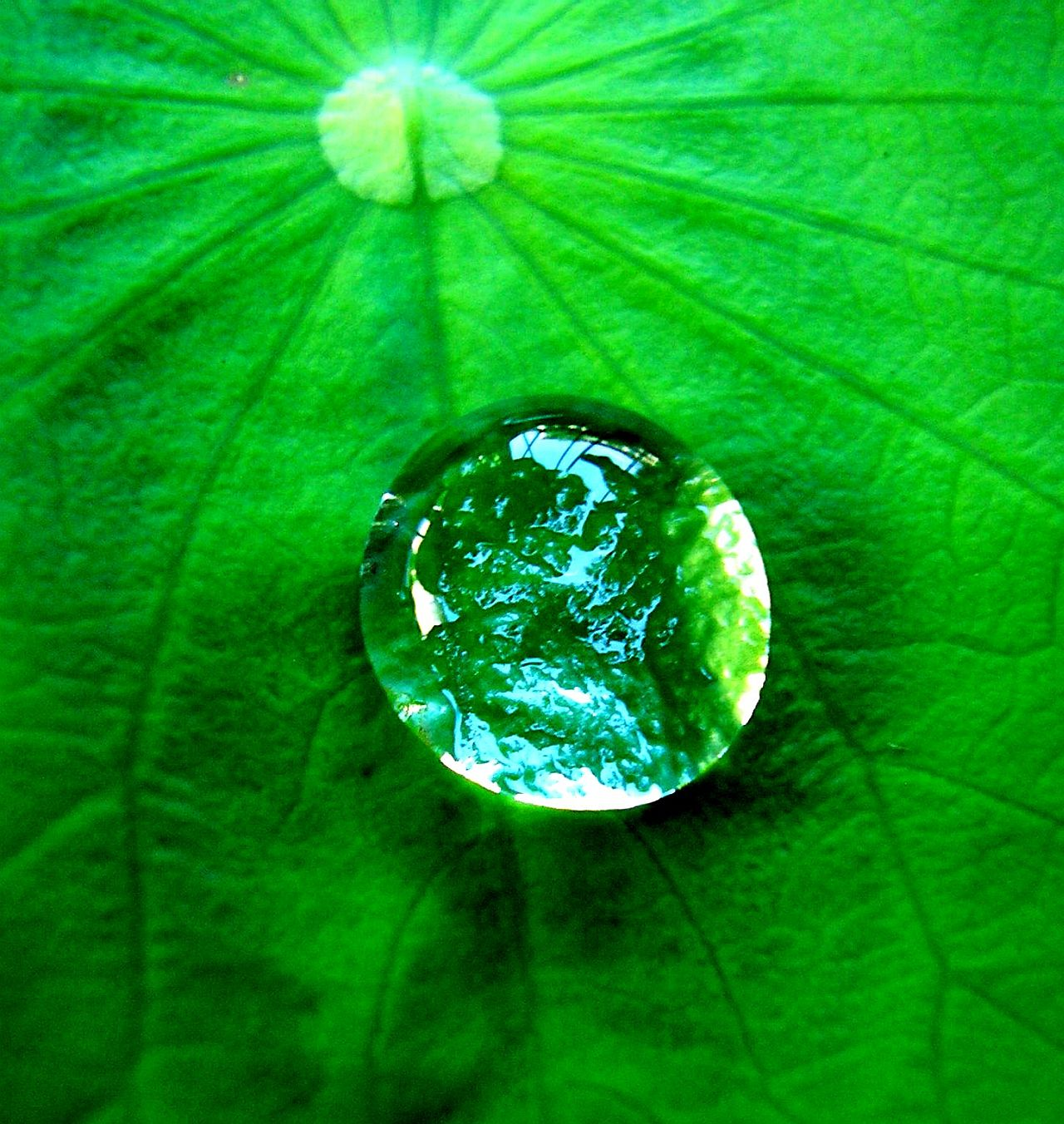
جزيئات الماء في قطرة الندى تشكل شكلا كرويا لتقليل التماس مع سطح الورقة الكاره للماء.

تأثير كره الماء هو الميول الملاحَظ لدى المواد غير القطبية في التجمع مع بعضها في المحاليل المائية واستبعاد وتجنب جزيئات الماء. يصف مصطلح كره الماء الفصل بين الماء والمواد غير القطبية، أين تزيد الروابط الهيدروجينية للحد الأقصى بين جزيئات الماء لتقليل مساحة الاتصال بين الماء والجزيئات غير القطبية.
تأثير كره الماء مسؤول على فصل خليط النفط والماء إلى هذين المكونين الاثنين، وهو مسؤول كذلك على تأثيرات متعلقة بالبيولوجيا مثل: غشاء الخلية، تكوُّن الحويصلات، تطوي البروتين، إدخال البروتينات الغشائية إلى بيئة لبيدية غير قطبية وتجميع جزيئات البروتين الصغيرة، وهذا يعني أن تأثير كره الماء أساسي للحياة. المواد التي يلاحظ لديها هذا التأثير تعرف بكارهات الماء.
تمنع المجموعات المحبة للماء مرحلة الفصل للجزيئات بإبقاء المجموعات الكارهة للماء في الماء عبر تشكيل روابط هيدروجينية قوية مع جزيئات الماء. القوة المؤدية لهذا التجمع الذاتي هي تأثير كره الماء.[بحاجة لمصدر]